# Henry Wallace
Henry Agard Wallace (ur. 7 października 1888 w Orient, Iowa, zm. 18 listopada 1965 w Danbury, Connecticut) – amerykański polityk, 33. wiceprezydent USA (1941–1945). Współzałożyciel lewicowej Partii Postępowej w 1948.
Ukończył Iowa State College. Wydawał pisma rolnicze („Wallace`s Farmer“ i „Wallace`s Farmer and Iowa Homestead“). Był działaczem liberalnego skrzydła Partii Republikańskiej, jednakże gdy w 1933 został mianowany sekretarzem ds. rolnictwa w gabinecie prezydenta Franklina Delano Roosevelta, zmienił przynależność partyjną i wstąpił do Partii Demokratycznej. Był jednym z twórców reform Nowego Ładu.
W latach 1941–1945 pełnił urząd wiceprezydenta, a następnie sekretarza handlu (1945-1946).
Przed wyborami prezydenckimi w 1948 roku w Partii Demokratycznej doszło do rozłamu. Rdzeń organizacji udzielił poparcia urzędującemu prezydentowi Harry’emu Trumanowi. Z tą decyzją nie zgodziły się zarówno południowa frakcja prosegregacyjna, która wysunęła kandydaturę gubernatora stanu Karolina Południowa Stroma Thurmonda, jak i frakcja liberalna, która mianowała swoim kandydatem byłego wiceprezydenta Wallace’a.
Wyniki wyborów przedstawiały się następująco:
- Harry S. Truman (Partia Demokratyczna) – 24.105.695 głosów (303 elektorskie)
- Thomas Dewey (Partia Republikańska) – 21.969.170 głosów (189 elektorskich)
- Strom Thurmond (Południowa frakcja demokratów) – 1.169.021 (39 elektorskich)
- Henry Wallace (Partia Postępowa) – 1.157.172 (0 głosów elektorskich).